# Neneh Cherry
Neneh Cherry (Estocolmo, 10 de Março de 1964) é uma cantora sueca que mistura hip hop com outras influências. É irmã de Eagle Eye Cherry. Filha de mãe sueca e pai de Serra Leoa. 

## Biografia
Batizada como Neneh Mariann Karlsson por sua mãe sueca Moki Karlsson e seu pai biológico Ahmadu Jah, um jazzista de Serra Leoa, Neneh Cherry passou seus primeiros anos de vida na pequena cidade sueca de Hässleholm, antes da família passar a seguir seu padrasto, Don Cherry,  nas turnês. Depois, a família passou a residir na East 9th Street em Nova Iorque. Neneh começou a se apresentar depois que largou a escola aos 14 anos e mudou-se para Londres, onde entrou para a banda de punk rock The Cherries.
Em 2004, Neneh tornou-se avó.
Em 2005, no álbum Demon Days do grupo Gorillaz, ela contribui com vocais na canção "Kids With Guns".

## Discografia
Solo
- Raw Like Sushi (Junho de 1989)
- Homebrew (Outubro de 1992)
- Man (Setembro de 1996)
- Neneh Chérie Remixes (1997)
- Blank Project (2014)

com CirKus
- Neneh Cherry and CIRKUS (Tent Music, 2005)
- Laylow (2006)
- Medicine (2009)

com The Thing
- The Cherry Thing (2012)